# Clara... de noche
Clara… de noche, és una tira còmica escrita per Carlos Trillo i Eduardo Maicas i dibuixada per Jordi Bernet, publicada setmanalment des de 1992 per a la revista satírica El Jueves, i després paral·lelament per al suplement «No» del diari argentí Página/12, recopilat periòdicament en àlbums.
En la tira a blanc i negre i a dues pàgines es relata la vida de Clara, una prostituta, i la seua relació amb els clients. Clara s'ha convertit en un dels personatges més coneguts i estimats de la revista amb un gran seguiment de fans que veuen en ella la idealització d'una dona tant liberal com llibertina, independent i atractiva.
A més, als seus guions trobem des d'humor i erotisme fins a crítica social. Segons el seu dibuixant, Jordi Bernet, aquest és un personatge molt versàtil, ja que permet criticar els masclistes, els homes, els tímids, els llançats, els puters, pots fer històries amb el xiquet, i fins i tot pots criticar un poc les dones.

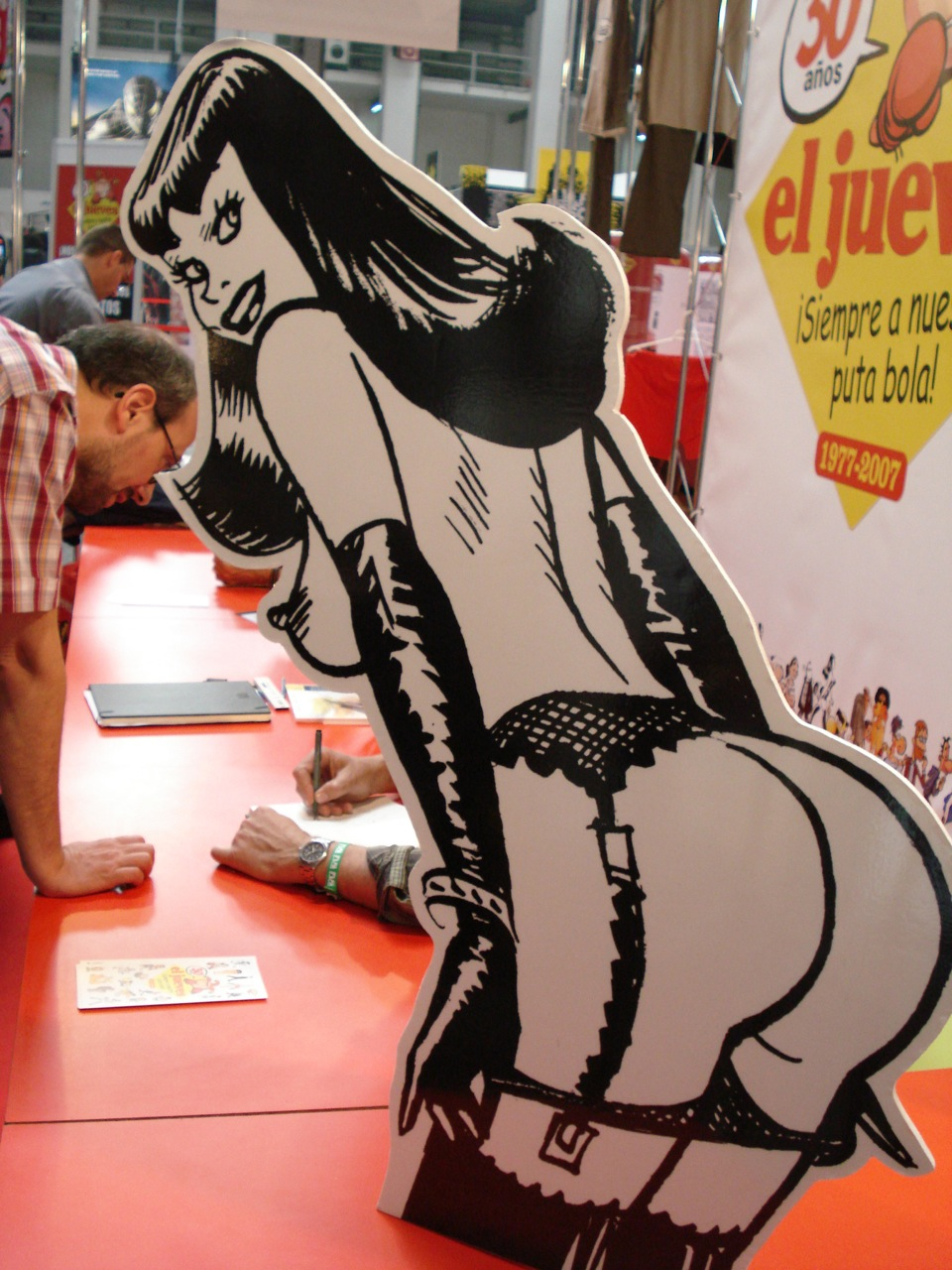
Clara de Noche

## Personatges
La sèrie és protagonitzada per Clara Fernández, una prostituta que treballa per compte propi. El seu origen és desconegut, si bé pareix que va ser violada de xicoteta i s'ha prostituït des de ben jove. L'aspecte físic del personatge de Clara està clarament inspirat en Bettie Page. El seu fill es diu Pablito, i és un xiquet alegre i intel·ligent, que té una relació tendra i molt afectiva amb la seua mare. Altre personatge recurrent és Virtudes, una prostituta amiga de Clara.
Tot i que la majoria dels personatges d'aquesta sèrie són anònims i sols apareixen en una historieta, a Bernet li agrada caricaturitzar amics i companys de professió com a clients de Clara. Un que sovint ha aparegut a diverses historietes és Vizcarra, el caricaturista de la revista El Jueves.